# Calodexia venteris
Calodexia venteris är en tvåvingeart som beskrevs av Charles Howard Curran 1934. Calodexia venteris ingår i släktet Calodexia och familjen parasitflugor. Inga underarter finns listade.